# Carlo Bertazzoni
Carlo Bertazzoni (Luzzara, 19 gennaio 1908 – Mantova, 10 novembre 1977) è stato un politico italiano.

## Biografia
Avvocato, esponente del Partito Socialista Italiano, è candidato con il Fronte Democratico Popolare alle elezioni politiche del 1948. Non risulta eletto, ma diventa deputato il 27 marzo 1952 dopo la morte di Giacomo Bergamonti. Rimane in carica sino al termine della Legislatura, nel giugno 1953.
Successivamente è consigliere comunale e assessore effettivo a Mantova dal 1956 al 1960.
Muore all'età di 69 anni nel novembre del 1977.